# Andrzej Lenik
Andrzej Lenik (ur. 20 listopada 1864 w Krościenku Niżnym, zm. 23 marca 1929 w Krośnie) – polski artysta rzeźbiarz.

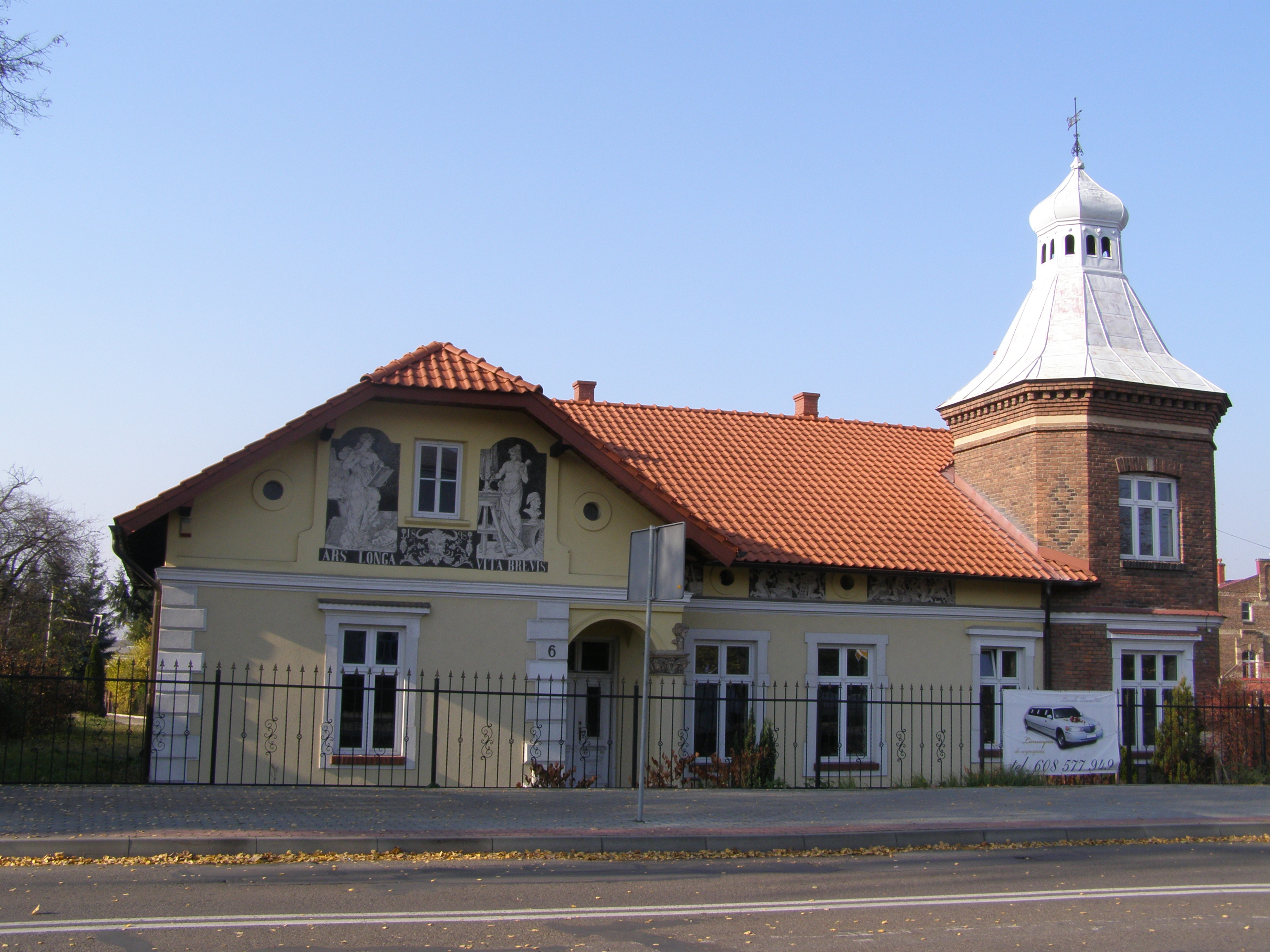
Dom Andrzeja Lenika w Krośnie

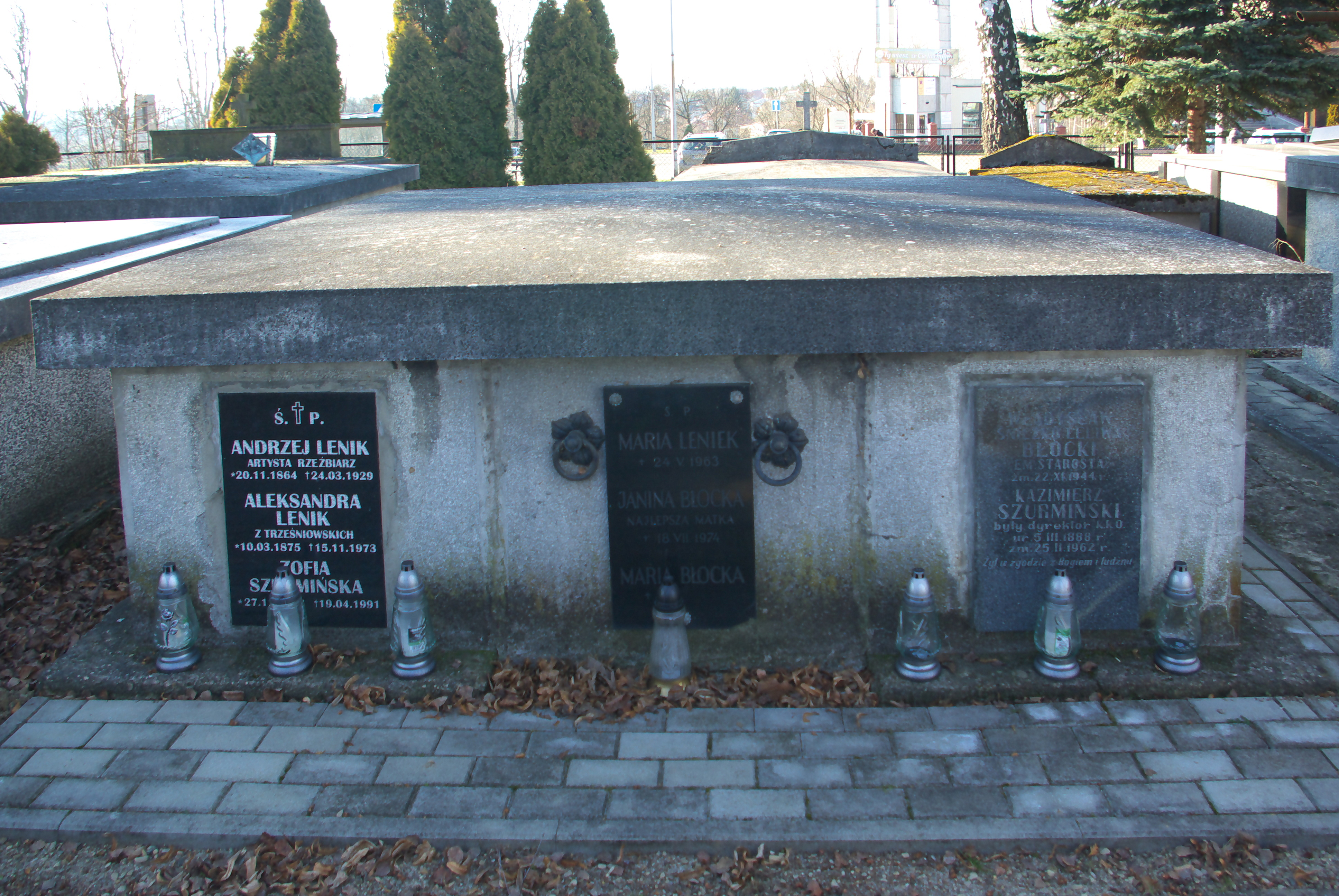
Grobowiec Andrzeja Lenika

## Życiorys
Absolwent Akademii Sztuk Pięknych w Krakowie, gdzie studiował w pracowni rzeźbiarskiej profesora Walerego Gadomskiego w latach 1882–1886 (w okresie studiów Lenika funkcjonowała nazwa Szkoła Sztuk Pięknych). Podczas studiów współpracował z profesorem przy realizacji pomników Zygmunta Augusta i Jana III Sobieskiego, które stanęły w Parku Strzeleckim w Krakowie, w 1887 roku wystawiał swoje prace na wystawie sztuki polskiej w Krakowie.

Po ukończeniu studiów, w 1887 roku powrócił w rodzinne strony i zamieszkał w Krośnie. Zawarł związek małżeński z Aleksandrą z Trześniowskich. Założył  pracownię artystyczno-rzeźbiarską pod nazwą Zakład Artystyczno-Rzeźbiarsko-Snycerski, specjalizującą się zwłaszcza w wytwarzaniu elementów wyposażenia wnętrz kościelnych takich jak: ołtarze, kazalnice, stalle, konfesjonały, chrzcielnice.

Andrzej Lenik od 1889 roku mieszkał i miał pracownię w domu (przy ulicy Lwowskiej 6), który należy do zabytkowych obiektów Krosna, wybudowanym według projektu Jana Sas-Zubrzyckiego zwanym Domem Andrzeja Lenika.
W latach 1927–1928 był cechmistrzem Cechu Wielkiego. Był także działaczem Towarzystwa Szkół Ludowych, Polskiego Towarzystwa Gimnastycznego „Sokół” i „Zgoda”, założycielem teatru amatorskiego.
Został pochowany na Cmentarzu Komunalnym w Krośnie. 

## Twórczość
W jego pracach przeważał styl neogotycki. Współpracował z Janem Sas-Zubrzyckim wykonując wyposażenie do kościołów projektowanych przez architekta. Realizował projekty wnętrza zarówno swoje jak i Sas-Zubrzyckiego. Artysta tworzył głównie w drewnie, gipsie i kamieniu. Sprzęty wykonane w pracowni Lenika zdobiły wnętrza wielu świątyń na terenie dawnej Galicji.

## Realizacje
- renowacja dekoracji stiukowej kaplicy Oświęcimów[1];
- sztukateria w farze krośnieńskiej i kaplicy Porcjuszów;
- autorstwo i realizacja pomnika Tadeusza Kościuszki umieszczonego w setną rocznicę insurekcji wśród ruin zamku odrzykońskiego[2][1];
- sprzęty w świątyniach - w Jasionce (1904), Rymanowie (1909), Krościenku Wyżnem, Bobowej, u misjonarzy w Tarnowie, u dominikanów w Czortkowie, Jadownikach i Ciężkowicach[2][1];
- pomnik ku czci powstańców styczniowych na cmentarzu w Krośnie (1893), wzniesiony według projektu Napoleona Nawarskiego[2][1];
- liczne nagrobki i figury świętych[2][1].

## Upamiętnienie
- Jest patronem ulicy w Krośnie;
- W 2016 roku Muzeum Podkarpackie w Krośnie zaprezentowało  wystawę czasową poświęconą twórczości Jana Sas-Zubrzyckiego i Andrzeja Lenika[3];
- W 2004 roku została wydana publikacja poświęcona twórczości artystów Jan Sas-Zubrzycki i Andrzej Lenik - z pracowni architekta i rzeźbiarza – autor Krzysztof Stefański, wydawnictwo Muzeum Architektury Wrocław[5].